# Pan troglodytes
El chimpancé común (Pan troglodytes) es una especie de primate catarrino de la familia de los homínidos propia de África tropical. Los chimpancés (junto a los bonobos) son los parientes vivos más cercanos al ser humano; su rama evolutiva se separó de la rama de los humanos hace aproximadamente siete millones de años y comparten el 98 % del ADN con ellos, lo que ha llevado a Jared Diamond a utilizar el término «el tercer chimpancé» para referirse a nuestra propia especie. Los machos llegan a pesar unos 80 kg en cautiverio y a medir hasta 1,7 m. Se caracteriza por su inteligencia avanzada, a menudo comparada con la de los seres humanos. Por ejemplo, se ha observado que los chimpancés jóvenes se construyen «muñecos» y otros juguetes con palos y bastones.
Actualmente está en peligro de extinción debido a la deforestación de su hábitat natural.

## Distribución geográfica
Se pueden encontrar chimpancés en las selvas tropicales y sabanas húmedas de África central y occidental. Solían habitar la mayor parte de esta región, pero su hábitat ha sido drásticamente reducido en los últimos años por la deforestación.

## Morfología

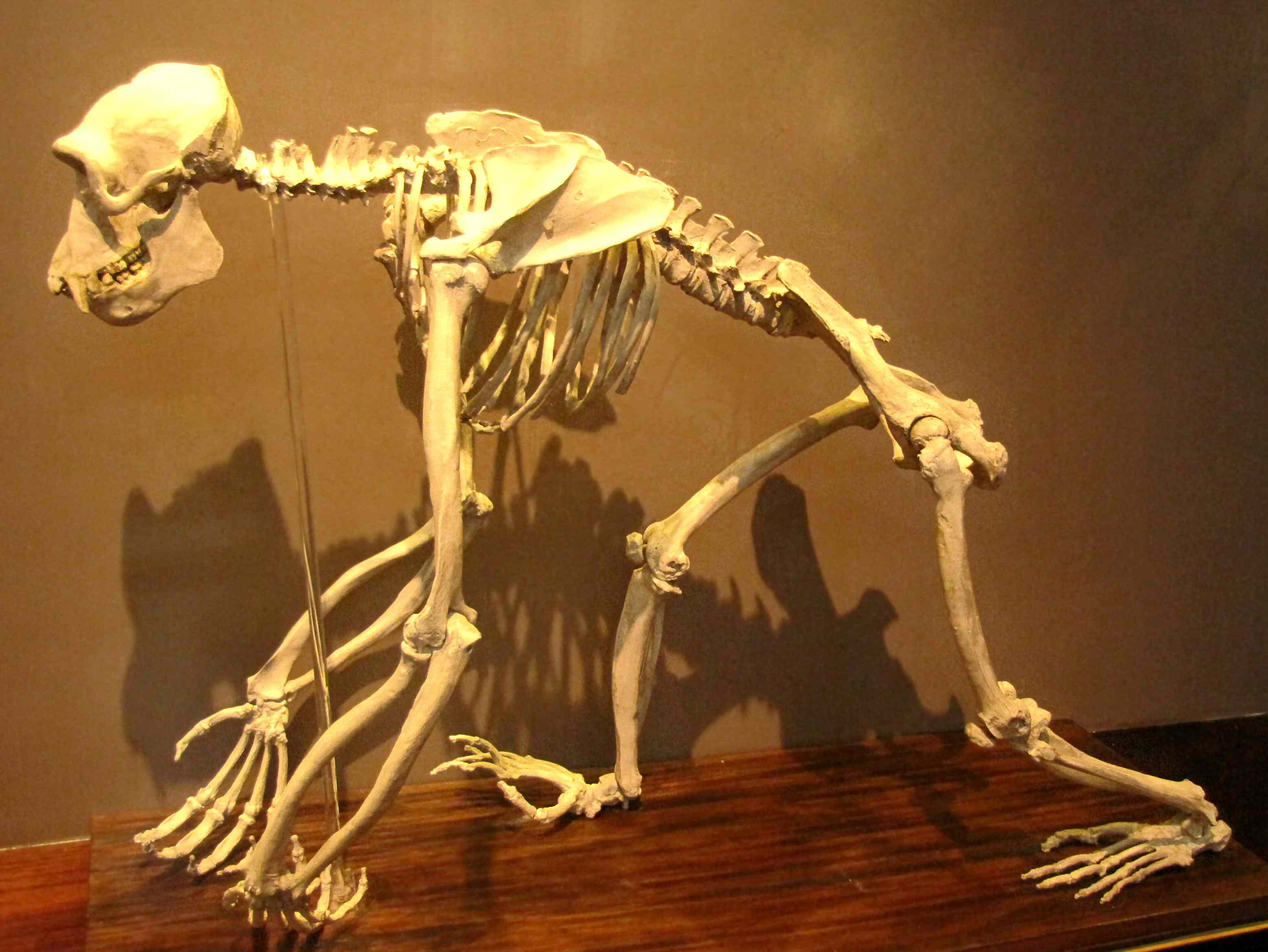
Esqueleto de Pan troglodytes, exhibido en el Museo de Ciencias Naturales de La Plata.

En posición recta los adultos miden entre 1 m y 1,7 m de estatura. Los machos en libertad pesan entre 34 y 70 kg, mientras las hembras tienen entre 26 y 50 kg. En cautiverio los machos pueden pesar hasta 80 kg y las hembras 68 kg. Aparentemente P. t. schweinfurthii pesa menos que P. t. verus, el cual es más pequeño que P. t. troglodytes. Los brazos de los chimpancés son mucho más largos que sus piernas. La envergadura de sus brazos es de aproximadamente 1,5 veces la estatura del individuo. Los brazos largos les permiten a estos primates balancearse pasando de rama en rama; esta modalidad de locomoción se denomina braquiación. También poseen dedos y manos largos, pero el pulgar es corto. Esto les permite sostenerse de las ramas sin interferir con la movilidad de los pulgares.
Los chimpancés tienen una capacidad craneal de 320 a 480 cm3, muy inferior a la de los humanos modernos (Homo sapiens), que tienen en promedio 1400 cm3.
Sus cuerpos están cubiertos por un pelaje grueso de color marrón oscuro, con excepción del rostro, dedos, palmas de las manos y plantas de los pies. Tanto sus pulgares como el dedo grande del pie son oponibles, permitiendo un agarre preciso. La gestación del chimpancé dura ocho meses. Las crías son destetadas aproximadamente a la edad de tres años, pero generalmente mantienen una relación cercana con su madre por varios años más. La pubertad es alcanzada a la edad de ocho a diez años y su esperanza de vida es de cincuenta años en cautiverio.

## Dieta
Su dieta es principalmente vegetariana (frutas, hojas, nueces, raíces, tubérculos, etc.), complementada por insectos y pequeñas presas; existen instancias de cacerías organizadas. En algunos casos —como la matanza de cachorros de leopardo— esta cacería parece ser un esfuerzo de protección por los chimpancés, más que una motivación por el hambre. Existen casos documentados de canibalismo, aunque es poco común.[cita requerida]

## Depredadores
Los chimpancés adultos poseen pocos depredadores naturales. El más frecuente es el leopardo, que igualmente prefiere otro tipo de presas debido al peligro que suponen los chimpancés en grupos. En un segundo lugar está el cocodrilo del Nilo, que puede cazarlos cuando se acercan a beber agua o cruzar ríos o arroyos donde habite el predador, pero esto sucede de manera poco frecuente debido a que los chimpancés conocen el peligro que suponen los cursos de agua y tratan de evitarlos. Y el otro depredador se trata de la pitón de roca africana, que también prefiere otro tipo de presas debido a que los chimpancés suelen estar en grupo y ello representa un riesgo.

## Comportamiento
Los chimpancés viven en grupos llamados comunidades que oscilan entre los veinte y más de ciento cincuenta miembros, consistiendo de varios machos, hembras y jóvenes. Sin embargo, la mayor parte del tiempo se desplazan en pequeños grupos de unos pocos individuos. Los chimpancés son tanto arbóreos como terrestres, pasando la misma cantidad de tiempo sobre los árboles que sobre el suelo. Su modo de desplazamiento habitual es a cuatro patas, utilizando las plantas de los pies y las segundas falanges de los dedos de las manos, y pueden caminar en posición bípeda únicamente por distancias cortas. 

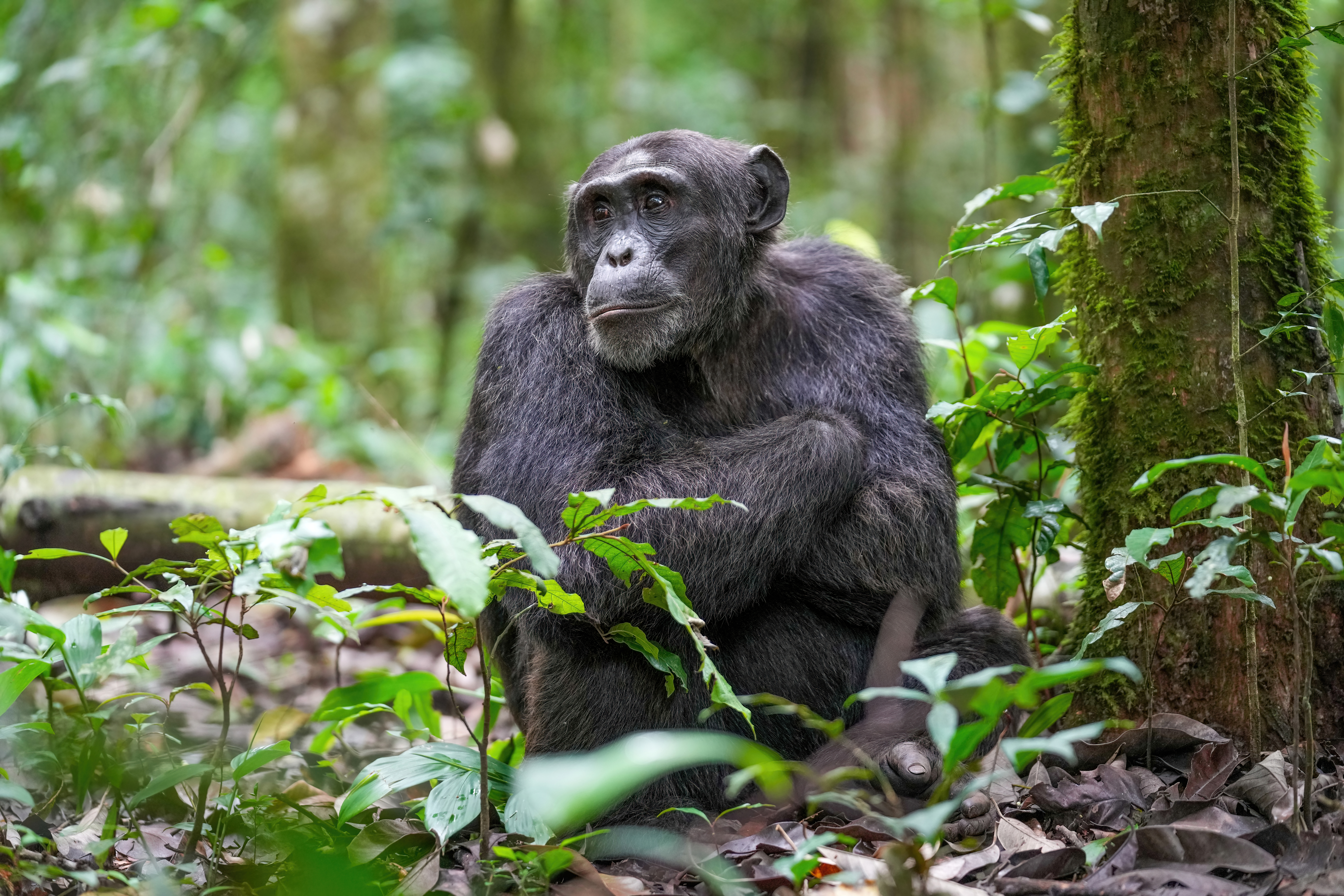
Chimpancé macho alfa en el Parque nacional de Kibale, Uganda.

El chimpancé común vive en sociedades de fisión-fusión, donde el apareamiento es promiscuo. Los chimpancés pueden tener los siguientes grupos: Solo machos, hembras adultas y su descendencia, grupos con miembros de ambos sexos, una hembra y su descendencia, o individuos solitarios. En el centro de la estructura social se encuentran los machos, quienes patrullan y cuidan a los miembros de su grupo, y participan en la búsqueda de alimento. Entre los machos usualmente hay una jerarquía de dominancia. Sin embargo, la inusual estructura social de fisión-fusión, en la cual porciones del grupo parental puede separarse o volverse a unir a él, es altamente variable en términos de que individuos particulares se congregan en un momento dado. Esto se debe principalmente a que los chimpancés tienen un alto nivel de autonomía dentro de la fisión-fusión de los grupos a los que pertenecen. También las comunidades de chimpancés tienen grandes rangos de territorio que se solapan con los de otros grupos.
Como resultado, individuos chimpancés con frecuencia van solos en la búsqueda de alimentos, o en grupos pequeños. Como se indicaba, estos pequeños grupos también emergen en una gran variedad de tipos para una gran variedad de propósitos. Por ejemplo, una pequeña tropa de machos puede organizarse para cazar y obtener carne, mientras que un grupo consistente de un macho maduro y una hembra madura pueden establecerse como grupo con el propósito de copular. Un individuo puede encontrarse con otros individuos con cierta frecuencia pero puede haber peleas con otros individuos no frecuentados. Debido a la varianza frecuente de la forma como los chimpancés se asocian, la estructura de sus sociedades es muy complicada.
Con respecto a la memoria social, un estudio demostró que tanto los chimpancés como los bonobos pueden recordar los rostros de antiguos compañeros o familiares que no han visto en un largo lapso de tiempo, reaccionando con más entusiasmo a aquellos que consideran sus amigos. Los científicos examinaron a 26 simios que se encontraban en varias instituciones alrededor del mundo. A cada animal se le mostraron dos fotografías, una de un rostro desconocido y la otra de la cara de un amigo, pariente o enemigo. Al observar las imágenes, que se proyectaban en el monitor de una computadora, una herramienta de seguimiento ocular analizaba la atención visual del simio. Los especialistas indicaron que se presentó el caso de un bonobo que mostró signos de reconocer a dos parientes que no había visto en 26 años. A pesar de que se reconoció que se necesitan más datos para corroborar que la memoria social de los grandes simios puede persistir alrededor de 26 años, los resultados sugieren que la longevidad de dicha memoria puede ser «relativamente similar» a la de los humanos. La memoria social humana disminuye luego de 15 años, aunque puede durar 48 años después de la separación.

## Subespecies

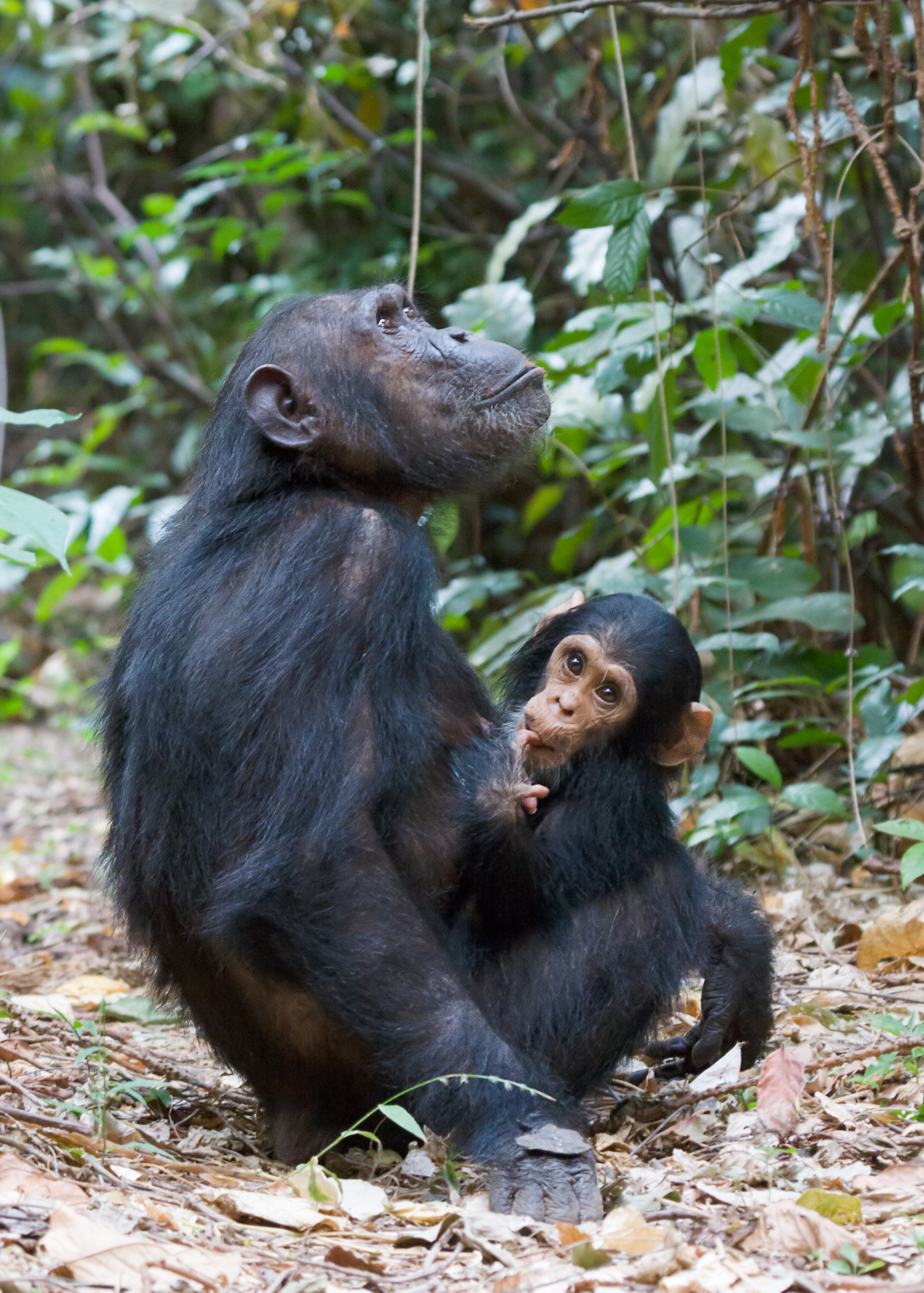
Pan troglodytes schweinfurthii.

Durante el siglo XX se han hecho varios trabajos tendientes a establecer una taxonomía clara del chimpancé. Fue el zoólogo alemán Ernst Schwarz quien describió la mayoría de las subespecies actualmente aceptadas, después de cientos de mediciones de esqueletos y análisis de las pieles llevadas a los museos. Schwartz, quien describió al bonobo lo consideró como una subespecie de Pan troglodytes y no como una especie aparte. Este autor estableció las subespecies de Pan troglodytes de la siguiente manera: 
- Pan troglodytes troglodytes. Esta subespecie puede llegar a tener la cara totalmente negra, de manera similar como la presentan los gorilas. Su distribución geográfica abarca el África occidental: Camerún, Río Muni y Gabón.

- Pan troglodytes verus. Tiene una coloración más clara en la cara y en los torus supraorbitales, en los ejemplares juveniles se evidencia una mota de pelo blanca en la región anal. Su distribución geográfica abarca la costa de Guinea desde Senegal hasta Nigeria.

- Pan troglodytes vellerosus.

- Pan troglodytes schweinfurthii. Tienen el pelaje más largo y lustroso que las otras subespecies de chimpancés, además se caracterizan por tener en la edad adulta una calvicie similar a la de los humanos. Su distribución geográfica abarca el África central: Región de los grandes lagos y Congo oriental (ejemplares de esta subespecie fueron objeto de estudio por la primatóloga Jane Goodall).

## Divergencia con el bonobo
Recientes pruebas [¿cuál?] que provenienen de los análisis de ADN sugieren que el bonobo (Pan paniscus) y el chimpancé común se separaron hace un millón de años aproximadamente. La línea del chimpancé se separó del linaje que desembocó en los humanos aproximadamente hace seis millones de años. Las dos especies de chimpancés están igualmente relacionadas con los seres humanos y dado que no han sobrevivido ninguna otra especie de los géneros Homo, Australopithecus o Paranthropus, son sus parientes vivos más próximos. El bonobo no fue reconocido como una especie independiente hasta 1929, y en el idioma común la designación "chimpancé" a menudo se aplica a ambos simios. Los primatólogos prefieren reservar el nombre "chimpancé" para Pan troglodytes. Aunque las diferencias anatómicas entre ambas especies son pequeñas, su comportamiento tanto sexual como social muestran diferencias marcadas. Pan troglodytes posee un comportamiento de caza grupal basado en machos beta liderados por machos alfa relativamente débiles, una dieta omnívora y una cultura compleja con fuertes lazos.

## Chimpancés y el origen del VIH

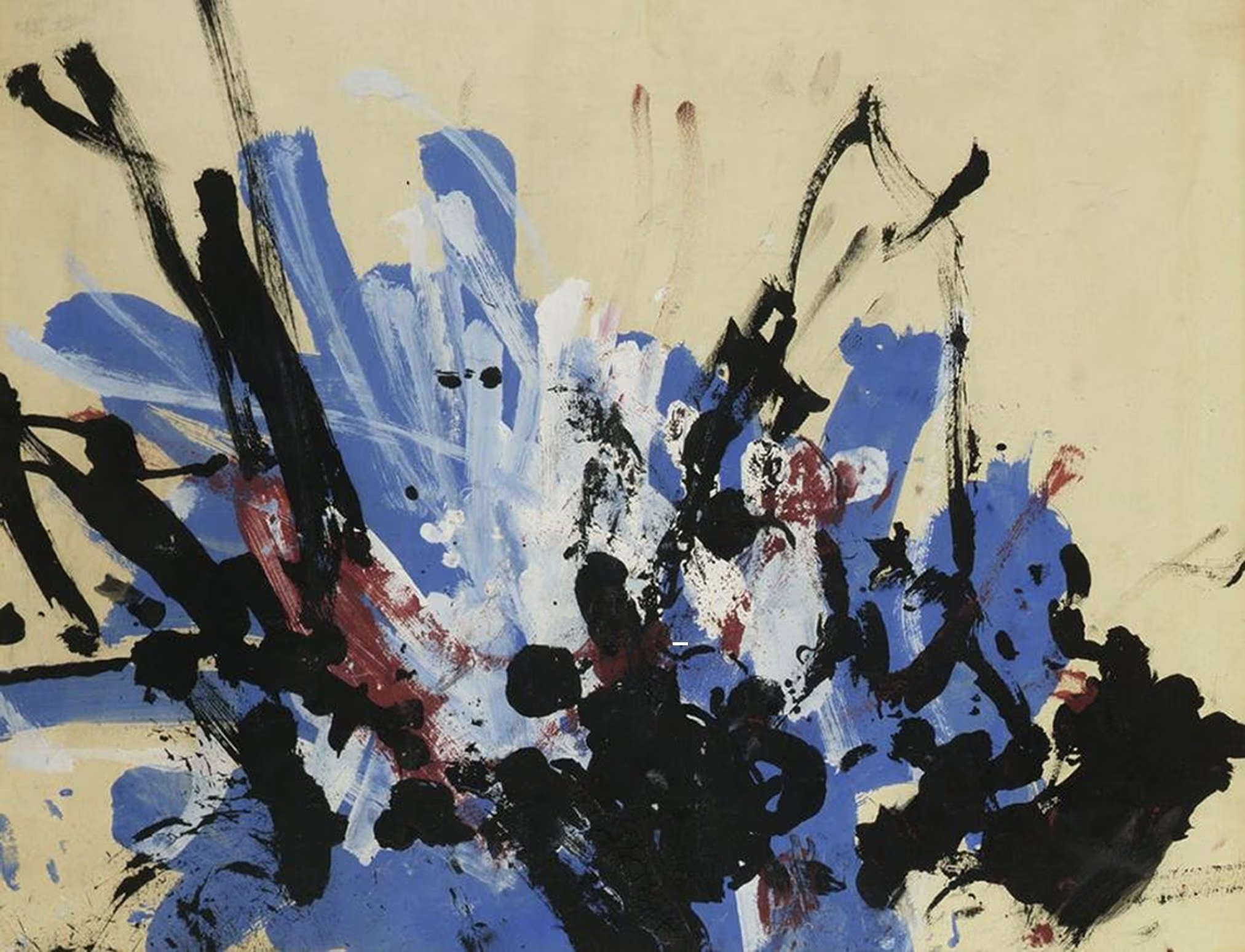
Pintura realizada por Congo, el chimpancé.

Existen dos tipos de virus de inmunodeficiencia humana (VIH) que infectan a los humanos: el VIH-1 y el VIH-2. El VIH-1 es más virulento y el más fácilmente transmitido, y es la causa de la mayor fuente de infecciones a través del mundo; El VIH-2 está principalmente confinado en África occidental. Ambos tipos de virus se originaron en África central y occidental pasando de los primates no humanos a las personas. El VIH-1 evolucionó a partir del virus de inmunodeficiencia simiesca VIS (SIVcpz, en inglés) hallado en el 35 % de los chimpancés salvajes en Camerún. Básicamente, los virus encontrados en los chimpancés (Pan troglodytes troglodytes) del sudeste de Camerún eran muy similares al VIH que se ha propagado en todo el mundo. Los investigadores observaron que el VIS no causa una sintomatología tan grave en los chimpancés como si lo hace el VIH en los seres humanos, lo que ha motivado una serie de investigaciones. El VIH-1 ha mostrado una gran diversidad genética en el sudeste de Camerún lo que sugiere que el virus ha estado allí más tiempo que en cualquier otro lugar. El VIH-2 pasó de diferentes especies con diferentes cadenas de VIS, encontradas en el mangabey gris (Cercocebus atys) en Guinea-Bisáu. Los chimpancés adquirieron el VIS de otros monos a los cuales dan caza. Dicho virus entró a sus cuerpos por medio de heridas o magulladuras.

## Amenazas
Está en peligro de extinción debido a la pérdida de su ambiente natural, la caza y el comercio ilegal, entre otros.